# Српска православна црква Успења Богородице у Пивницама
Српска православна црква Успења Богородице у Пивницама, општина Бачка Паланка, подигнута је 1754. године и представља непокретно културно добро као споменик културе од великог значаја.

## Архитектура цркве
Православна црква у Пивницама је посвећена Успењу Богородице, саграђена је у барокном стилу, као једнобродна грађевина правоугаоне основе. Олтарска апсида је споља и изнутра неуобичајеног облика, скоро елипсастог, формираног од благих удубљења и испупчења. Тек наглашени певнички испусти су правоугаони.
Простор наоса је засведен сферним сводовима које граде лукови ослоњени на пиластре бочних зидова, док је олтарски простор наткриљен полукалотом. Двосливни кров је над олтаром и певницама купаст, што је такође ретка појава на оваквој врсти објеката. Западном фасадом доминира једноспратни звоник са наглашено високом лименом капом, фланкиран косим забатом. Скромну фасадну декорацију чине плитке лизене и профилисани оквири главног и бочних портала у маниру рококоа. Развијена олтарска преграда раскошне дрворезбе пренета је из непознате цркве и постављена испод тријумфалног лука. Осликана је 1776. године. Пригушен колорит топлих тонова, представе светитеља са експресијом у изразу и покрету као и смела скраћења приписују се Јовану Исаиловићу – Старијем, који је после школовања код Василија Романовича постао један од водећих представника украјинског барока код Срба.
Конзерваторски радови су изведени 1962. године.